# Kukum
Kukum est un roman de Michel Jean paru en 2019 et lauréat du Prix littéraire France-Québec 2020. Ce livre a comme maison d’édition Les Éditions Libre Expression.

## Résumé
Le roman raconte l’histoire d’Almanda Siméon, une québécoise qui épouse Thomas, un Innu. Elle adoptera le mode de vie des Innus pour suivre son mari dans les grandes forêts du Lac-Saint-Jean.
Le livre est divisé en deux parties qui se complètent et se répondent.

## Adaptation au théâtre
Le roman Kukum a été adapté au théâtre par Laure Morali, en collaboration avec la poète Joséphine Bacon, et a été présenté en novembre 2024 au Théâtre du Nouveau Monde. La pièce, portée par Léane Labrèche-Dor dans le rôle principal, a entamé une tournée à travers le Québec en janvier 2025.

## Distinctions
- Lauréat du prix Étincelles 2022[6]
- Prix annuel du Club des Irrésistibles des Bibliothèques de Montréal 2021[7]
- Prix littéraire Nature Nomade 2021[8]
- Combat national des livres 2021 à Plus on est de fous, plus on lit![9]
- Prix littéraire France-Québec 2020[10]

### Palmarès de ventes
Selon la Revue de l'Association des libraires du Québec, Kukum était son livre le plus vendu en 2021, le deuxième en 2020 et le neuvième en 2022.